# 로베르트 분젠
로베르트 빌헬름 에버하르트 분젠(독일어: Robert Wilhelm Eberhard Bunsen, 1811년 3월 31일 ~ 1899년 8월 16일)은 독일의 화학자이다. 괴팅겐에서 출생하여 괴팅겐 대학교를 졸업한 후, 화학 연구에 몰두하였다. 그의 연구는 화학의 각 분야에 많은 영향을 주었다.
분젠 버너를 비롯한 전지·광도계 등 많은 기구에 그의 이름이 붙여졌다. 그의 가장 큰 업적은 1859년 키르히호프와 함께 "스펙트럼 분석법"이라는 원소를 조사하는 법을 발견해 낸 것이다. 물질에서 나오는 빛을 프리즘으로 분석하면, 그것이 어떤 원소인가를 알 수 있어, 작은 물질을 찾아내는 데 편리하므로 천문학이나 물리학을 진보시키는 데 크게 공헌하였다.

## 같이 보기
- 플래시 (사진술)
- 게이시르
- 레피돌라이트
- 광생물학
- 화산 가스
- 불꽃 반응